# Bessi Halldórsson
Bessi Halldórsson (n. 945) fue un vikingo y bóndi de Reynivellir, Kjósarsýsla en Islandia. Era hijo de Halldór Gunnbjörnsson (n. 915) de Meðalfell. Es un personaje de la saga de los Fóstbrœðra, saga de Grettir, y aparece brevemente citado en la saga Ljósvetninga. Su hijo fue el famoso escaldo Þormóður Kolbrúnarskáld.

## Saga Sturlunga
En el siglo XII hubo otro Bessi Halldórson (n. 1150) de Haukadalur, Árnessýsla.